# All-Ireland Senior Hurling Championship 1934
L'All-Ireland Senior Football Championship 1934 fu l'edizione numero 48 del principale torneo di hurling irlandese. Limerick batté in finale Dublino, ottenendo il quarto titolo della sua storia.

## Formato
Si tennero solo i campionati provinciali di Leinster e Munster, i cui vincitori avrebbero avuto accesso diretto all'All-Ireland, dove avrebbe avuto accesso anche Galway, ammessa di diritto.

## Torneo
Leinster Senior Hurling Championship
| Dublino 6 maggio 1934 Quarto di finale | Meath | 8-3 – 6-2 | Wexford | Croke Park |

| Birr 13 maggio 1934 Quarto di finale | Offaly | 2-1 – 6-5 | Laois | St. Brendan's Park |

| Kilkenny 27 maggio 1934 Semifinale | Kilkenny | 3-7 – 4-2 | Laois | Nowlan Park |

| Navan 24 giugno 1934 Semifinale | Dublin | 5-4 – 0-1 | Meath | Páirc Tailteann |

| Portlaoise 12 agosto 1934 Finale | Dublin | 2-8 – 4-2 | Kilkenny | O'Moore Park |

| Portlaoise 19 agosto 1934 Finale replay | Dublin | 3-5 – 2-2 | Kilkenny | O'Moore Park |

Munster Senior Hurling Championship
| Waterford 10 giugno 1934 Quarto di finale | Cork | 7-5 – 5-6 | Tipperary | Walsh Park (15 000 spett.) |

| Limerick 24 giugno 1934 Quarto di finale | Limerick | 6-4 – 3-2 | Clare | Gaelic Grounds |

| Thurles 8 luglio 1934 Semifinale | Limerick | 3-4 – 2-2 | Cork | Thurles Sportsfield (30 000 spett.) |

| Cork 22 luglio 1934 Finale | Limerick | 4-8 – 2-5 | Waterford | Cork Athletic Grounds (15 000 spett.) |

All-Ireland Senior Hurling Championship
| Roscrea 5 agosto 1934 Semifinale | Limerick | 4-4 – 2-4 | Galway | St. Cronan's Park |

| Dublino 2 settembre 1934 Finale | Limerick           | 2-7 – 3-4 | Dublin | Croke Park (34 867 spett.)\| Arbitro: \| S. Jordan (Galway) \| |
| Arbitro:                        | S. Jordan (Galway) |           |        |                                                                |

| Dublino 30 settembre 1934 Finale replay | Limerick           | 5-2 – 2-6 | Dublin | Croke Park (30 250 spett.)\| Arbitro: \| S. Jordan (Galway) \| |
| Arbitro:                                | S. Jordan (Galway) |           |        |                                                                |